# 马里斯维尔 (密歇根州)
马里斯维尔（Marysville）是美国密歇根州圣克莱尔县的一座城市。
根据2000年美国人口普查，共有9,684人，其中白人占98.18%。